# Gesang zwischen den Stühlen

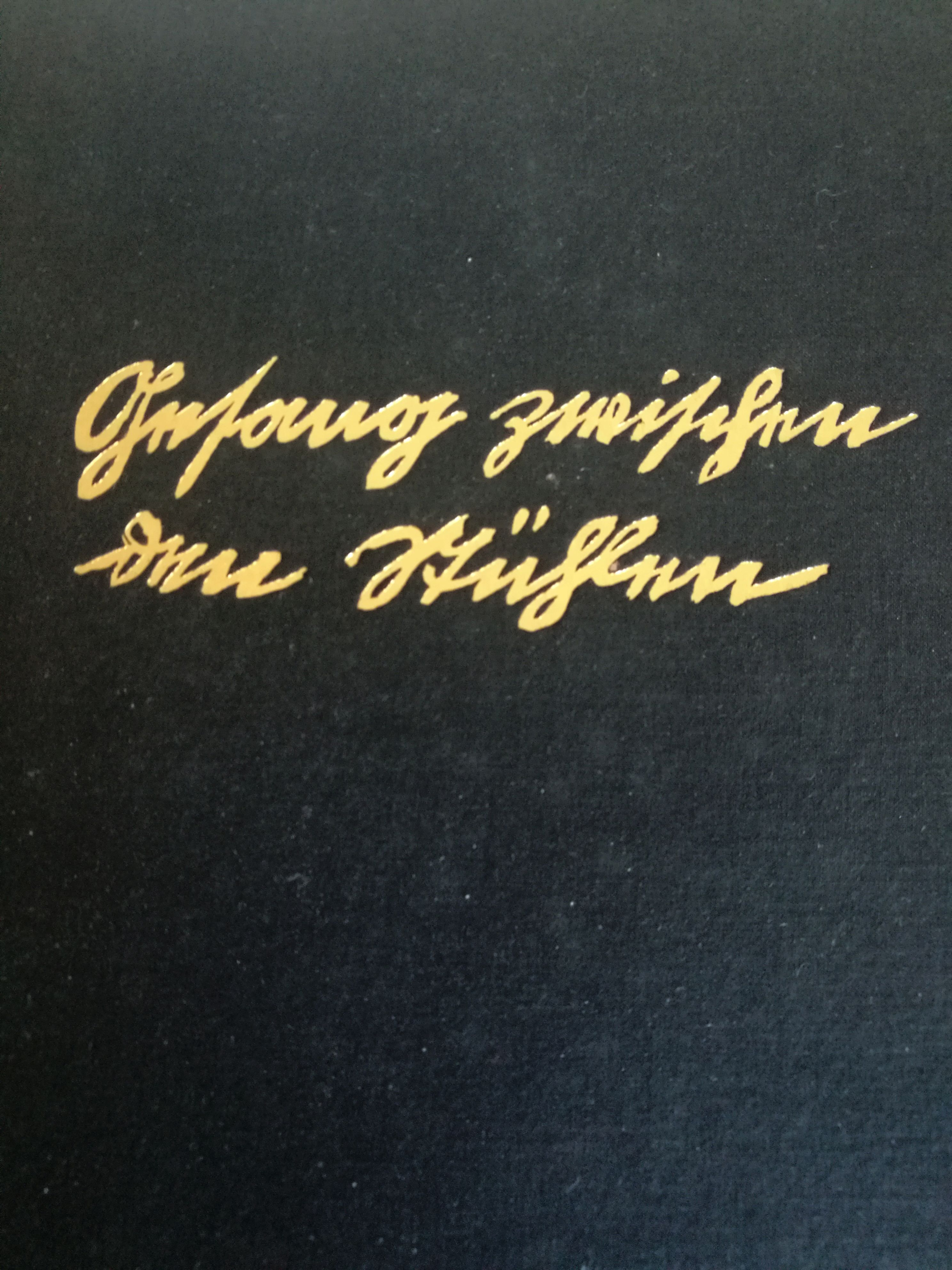
Einband der Erstausgabe von Gesang zwischen den Stühlen aus dem Jahr 1932

Gesang zwischen den Stühlen ist ein 1932 erschienener Gedichtband von Erich Kästner mit Illustrationen von Erich Ohser.

## Inhalt
Die 47 gereimten Gedichte in unterschiedlichen Versmaßen sind inhaltlich breit gestreut und behandeln sowohl persönliche, allgemein philosophische, alltagsnahe als auch politische Themen. So beschreibt das Gedicht Das Herz im Spiegel die Erfahrung des an einer Herzschwäche leidenden Dichters mit einem „Orthodiagramm“ und stellt die anatomisch-medizinische Betrachtung des Herzens der metaphorischen Bedeutung gegenüber. Begegnung mit einem Trockenplatz reflektiert eine Kindheitserfahrung und die Erinnerung an die Mutter, Die Ballade vom Misstrauen deutet eine unglückliche Liebesgeschichte an und Nähe Waldfriedhof reflektiert eine Beerdigung.
Wie mit einem ebenso zeitbezogenen wie übergreifend gültigen Motto wird der Band mit dem nur vier Zeilen umfassenden Gedicht Was auch geschieht! eröffnet:
„Was auch immer geschieht:

Nie dürft ihr so tief sinken,

von dem Kakao, durch den man euch zieht,

auch noch zu trinken.“
Die Anschauung Kästners in den politischen Gedichten ist teilweise nur angedeutet wie die Kritik an der Turnerbewegung in Der Handstand auf der Loreley, teilweise nehmen die Gedichte Bezug auf Tagesereignisse wie in Die Ballade vom Nachahmungstrieb oder wenden sich mit Bezugnahme zum Ersten Weltkrieg gegen die wieder aufkommende Militarisierung und die nationalsozialistische Bewegung, etwa in den Gedichten Die deutsche Einheitspartei, Verdun, viele Jahre später, Marschliedchen oder Das ohnmächtige Zwiegespräch, ein anklagend düsteres Gedicht im Dialog zwischen einem Fragesteller und einem Chronisten, das den Band beschließt. Einige Gedichte, wie Die Entwicklung der Menschheit und Der synthetische Mensch behandeln philosophische Themen, die zugleich Persönliches und Politisches mitbewegen.
Einige Gedichte sind mit kontrapunktierenden „Anmerkungen“ Kästners versehen. Ein Beispiel ist das sowohl persönliche als auch politische Gedicht Brief an meinen Sohn. Es bewegt die Erwartungen und Befürchtungen an einen noch ungezeugten imaginären Sohn und schließt mit der Strophe: „Wenn du trotzdem ein Mensch wirst wie die meisten, / all dem, was ich dich schauen ließ zum Hohn, / ein Kerl wie alle, über einen Leisten, / dann wirst du nie, was du sein sollst: mein Sohn.“ Bezugnehmend auf die Textzeile in der ersten Strophe „Mir fehlt nur noch die Mutter zu dem Kind“, findet sich nach dem Gedicht die Anmerkung, der Autor habe nach der Veröffentlichung des Gedichts in einer Zeitschrift Briefe von Mädchen und Frauen erhalten und mache darauf aufmerksam, dass schriftliche Angebote dieser Art nicht berücksichtigt würden. Dem Gedicht Das Riesenspielzeug folgt die Anmerkung, dass die Zahl der jugendlichen Arbeitslosen mehr als eine Million betrage.

## Die Gedichte
- Was auch geschieht!
- Die Entwicklung der Menschheit
- Die Ballade vom Mißtrauen
- Brief an meinen Sohn
- Nekrolog für den Maler E.H.
- Sozusagen in der Fremde
- An ein Scheusal im Abendkleid
- Der Handstand auf der Loreley
- Begegnung in einer kleinen Stadt
- Der synthetische Mensch
- Das Führerproblem, genetisch betrachtet
- Hunger ist heilbar
- Auf einer kleinen Bank vor einer großen Bank
- Nähe Waldfriedhof
- Das Riesenspielzeug
- Inschrift auf einem sächsisch-preußischen Grenzstein
- Exemplarische Herbstnacht
- Rezitation bei Regenwetter
- Ball im Osten: Täglich Strandfest
- Ein Quartaner denkt beim Anblick des Lehrers
- Begegnung mit einem Trockenplatz
- Die Ballade vom Herrn Steinherz
- Elegie nach allen Seiten
- Mathilde, aber eingerahmt
- Der Traum vom Gesichtertausch
- Ein Beispiel von ewiger Liebe
- Die Heimkehr des verlorenen Sohnes
- Traurigkeit, die jeder kennt
- Direktor Körner ist unaufmerksam
- Brief aus einem Herzbad
- Die Ballade vom Nachahmungstrieb
- Das Eisenbahngleichnis
- Eine Animierdame stößt Bescheid
- Legende, nicht ganz stubenrein
- Junger Mann, 5 Uhr morgens
- Aktuelle Albumverse
- Die deutsche Einheitspartei
- Bilanz per Zufall
- Der geregelte Zeitgenosse
- Verdun, viele Jahre später
- Kleine Rechenaufgabe
- Das Herz im Spiegel
- Marschliedchen
- Ein Kubikkilometer genügt
- Spaziergang nach einer Enttäuschung
- Die Großeltern haben Besuch
- Das ohnmächtige Zwiegespräch

## Geschichte

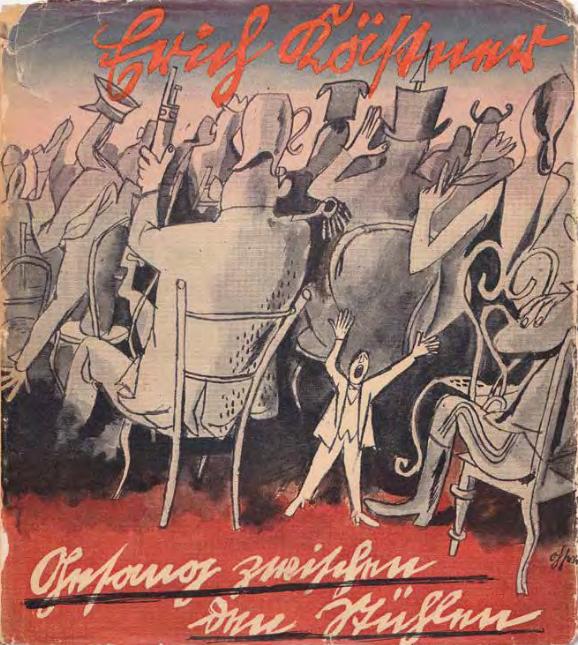
Erich Ohser: Schutzumschlag der Erstausgabe, 1932

Gesang zwischen den Stühlen ist nach Herz auf Taille (1928) und Lärm im Spiegel (1929) der dritte Gedichtband Kästners. Er erschien erstmals im Oktober 1932 in der Deutschen Verlags-Anstalt in Stuttgart. Die Erstausgabe von 1932 umfasst 111 Seiten und 12 gezeichnete Vignetten von Erich Ohser. Auch die Umschlagzeichnung stammt von Ohser und zeigt in Rückenansicht große, auf Stühlen sitzende Menschen, die wie in einem Theater platziert sind und einen bizarr martialischen Eindruck erwecken. Ein Mann trägt ein aufgerichtetes Gewehr, andere Personen haben die Hände erhoben. Zwischen den Stühlen ist in Frontansicht der Sänger zu sehen, in den Proportionen nur etwa ein Drittel der Größe der Sitzenden, mit weit geöffnetem Mund, wodurch sowohl das Singen gekennzeichnet ist als auch Verzweiflung oder Vergeblichkeit, die sich auch darin spiegeln, dass das Publikum von ihm abgewandt ist. Der Band selbst ist in schwarzes Leinen gebunden, die Schrift in Goldprägung, auf der Vorderseite in deutscher Schreibschrift, auf dem Buchrücken in lateinischer Schrift.
Den Bücherverbrennungen im Jahr 1933, die sich an verschiedenen „Schwarzen Listen“ orientierten, fiel auch Gesang zwischen den Stühlen zum Opfer. Bei der Bücherverbrennung in Berlin am 10. Mai 1933 war Erich Kästner anwesend. Seine zuvor publizierten Bücher wurden verboten, Anfang 1936 auch Emil und die Detektive. Erich Kästner veröffentlichte in den Folgejahren nur eine Sammlung unpolitischer Gedichte unter dem Titel Dr. Erich Kästners Lyrische Hausapotheke, die in der Schweiz erschien.
1944 veröffentlichte Frederick Ungar das Werk in seinem Verlag in New York. 1961 erschien im Cecilie Dressler Verlag eine Sonderausgabe von 400 nummerierten und von Kästner signierten Exemplaren in einem hellblauen Seidenbatisteinband mit geprägtem Schriftzug auf dem Buchrücken im Schuber. Parallel gab der Verlag eine Taschenbuchausgabe heraus. Seither sind weitere Ausgaben in verschiedenen Verlagen erschienen.

## Rezeption
Nach dem Erscheinen der Gedichte schrieb die Presse, Kästner sei ein Dichter, der nie etwas anderem nachgelaufen sei als seinem Herzen. Übelnehmen sei ihm zu dumm, weil er zu gescheit sei, und so finde er den einzig möglichen und vernünftigen Ausweg: „Er singt zwischen den Stühlen, zwischen die ihn die Situation von 1932 gesetzt hat.“ Kästners Gedichte gelten einerseits als leicht lesbar, was nach ihrem Erscheinen dazu geführt habe, dass wieder Gedichte gelesen würden. Andererseits habe er in der Zeit des aufkommenden Nationalsozialismus gesagt, was keiner zu sagen wagte. Er sei selbst ein Mann zwischen den Stühlen gewesen, der als entschlossener Individualist immer Partei ergriffen habe. Marcel Reich-Ranicki sagte, aufgrund „düsterer und bitterer Gedichte“ sei Kästner „Deutschlands hoffnungsvollster Pessimist und der deutschen Literatur positivster Negationsrat.“
Aufgrund der Gesanglichkeit der Gedichte wurden einige von ihnen vertont und fanden Eingang ins Kabarett.

## Ausgaben (Auswahl)
- Erstausgabe: Deutsche Verlags-Anstalt, Stuttgart 1932.
- Frederick Ungar Publishing Co, New York, 1944, LCCN 46-016071.
- Cecilie Dressler Verlag: Vorzugsausgabe, vom Autor signiert (400 Exemplare), 1961.
- Cecilie Dressler Verlag: Taschenbuchausgabe, 1961 ff, DNB 452287863.
- Atrium Verlag, Zürich 1961 ff, letzte Auflage 2017.
- Droemer Knaur, Lizenzausgabe des Cecilie Dressler Verlags, 1961 ff.
- Deutscher Taschenbuch Verlag, Lizenzausgabe des Cecilie Dressler Verlags, 6. Auflage, München 1989, ISBN 3-423-11007-4 (Leseprobe; PDF; 963 kB; abgerufen am 30. März 2020).
- Hörbuchfassung, Sprecher: Horst Peters, Verlag sound-star ton, 2019.